# Campanula saxatilis
Campanula saxatilis ist eine Pflanzenart aus der Gattung der Glockenblumen (Campanula) in der Familie der Glockenblumengewächse (Campanulaceae). 

## Beschreibung
Campanula saxatilis ist eine ausdauernde Pflanze, die ein dickes Rhizom als Überdauerungsorgan ausbildet. Die aufrechten oder aufsteigenden Stängel werden bis zu 20 cm hoch. Sie sind sehr biegsam und zerbrechlich und können einfach oder verzweigt sein. Die grundständigen Laubblätter sind rosettenförmig angeordnet, spatelförmig bis verkehrt-lanzettlich, gestielt, lederig und kahl oder spärlich behaart. Der Blattrand ist gekerbt-gesägt oder ganzrandig. Die Stängelblätter sind ähnlich gebaut, die obersten sind aber sitzend.
Die Blüten stehen zu wenigen in einem kurzen Blütenstand. Der Kelch besitzt zugespitzte Kelchzähne, zwischen denen nur sehr kurze Anhängsel stehen. Die Krone ist (10 bis) 14 bis 19 (bis 23) mm lang, röhrenförmig und samtig behaart mit aufrecht-abstehenden Kronzipfeln.
Die Chromosomenzahl beträgt 2n = 34.

## Vorkommen
Campanula saxatilis kommt auf Inseln der südlichen Ägäis vor und wächst in Spalten von Kalksteinfelsen.

## Systematik
Campanula saxatilis wurde 1753 von Carl von Linné in Species Plantarum erstbeschrieben. Diese Art gliedert sich in zwei geographisch getrennte Unterarten:
- Campanula saxatilis subsp. saxatilis. Die Grundblätter sind meist spatelförmig. Die Krone ist schmal röhrenförmig. Die Kelchzähne sind dreieckig-lanzettlich. Diese nominotypische Unterart ist ein Endemit des westlichen Kretas.
- Campanula saxatilis subsp. cytherea Rech.f. & Phitos. Die Grundblätter sind meist verkehrt-lanzettlich. Die Krone ist breit röhrenförmig. Die Kelchzähne sind fast verkehrt-eiförmig. Diese Unterart ist ein Endemit der beiden Inseln Kythira und Antikythira.

## Belege
- T. G. Tutin, V. H. Heywood, N. A. Burges, D. M. Moore, D. H. Valentine, S. M. Walters, D. A. Webb (Hrsg.): Flora Europaea. Volume 4: Plantaginaceae to Compositae (and Rubiaceae). Cambridge University Press, Cambridge 1976, ISBN 0-521-08717-1, S. 82 (englisch, eingeschränkte Vorschau in der Google-Buchsuche).

1. ↑  Carl von Linné: Species Plantarum. Band 1, Lars Salvius, Stockholm 1753, S. 167, Digitalisat